# Straža pri Oplotnici
Straža pri Oplotnici je gručasto naselje v Občini Oplotnica. Nahaja se na severnem obrobju podpohorskega dela Dravinjskih goric, ob lokalni cesti Slovenska Bistrica - Oplotnica, na slemenu med dolinama potoka Ložnice na vzhodu ter Čadramskega potoka na zahodu, ki se od Čadrama nadaljuje proti Prihovi in Zgornjem Grušovju.  Pobočja slemena so večinoma obdelana z vinogradi.